# 赫尔曼-弗里德里希·约皮恩
赫尔曼-弗里德里希·约皮恩（Hermann-Friedrich Joppien，1912年7月19日—1941年8月25日），第二次世界大战期间德国空军的一名军事飞行员，是一名战机王牌飞行员，在约270项战斗任务中击落了70架敌机。他在西线取得了42场胜利，其中23场是“喷火式战斗机”，其余的胜利则是在东线取得的。